# 리첸 (탁구 선수)
리첸(폴란드어: Li Qian, 중국어: 李倩, 병음: Lǐ Qiàn, 한자음: 이청, 1986년 7월 30일~)는 중화인민공화국 태생 폴란드의 탁구 선수이다. 

## 경력
중국 허베이성 바오딩시에서 태어났다. 2006년에 폴란드로 건너가 KTS 타르노브제크에 입단했으며 2007년에 폴란드 국적을 취득했다.
2015년 중국 쑤저우에서 열린 2015년 세계 선수권 대회 여자 복식에서 네덜란드의 리제와 함께 짝을 이뤄 동메달을 획득했다.